# Martel Watch
Martel Watch est une entreprise suisse d'horlogerie implantée aux Ponts-de-Martel.

## Histoire
Georges Pellaton-Dubois inaugure en 1911 une première fabrique au Locle avant de s'installer définitivement aux Ponts-de-Martel en 1915.
Spécialisée dans l'élaboration de complications, la société a pu concevoir dès ses débuts des ébauches en blanc de montres, entre autres à répétition, alors que les terminaisons étaient réalisées dans des bâtiments de Mathey-Tissot (en).
Pionnière, dans la fabrication des mécanismes de chronographes-bracelets, Martel travaille étroitement avec Universal Genève à partir de 1918 et cette collaboration aboutira sur la fourniture du calibre 285 utilisé dans les modèles Compax. L'entreprise devient manufacture en 1940. Dans les années 1950, Martel signe de son nom une gamme de montres finies et introduit le modèle Victorious. Au fil des ans, l’ensemble des produits Martel bénéficieront de la constante évolution des techniques horlogères.
En 1960, la maison Zenith acquiert une part majoritaire de son capital. Martel est à l'origine chez Zenith du chronographe 146 et de la série des chronomètres 25xx. Le chronographe 3019 El Primero sera assemblé dans ses ateliers.
L'entreprise ferme ses portes en 1976 alors que le groupe Movado-Zenith-Mondia rencontre des difficultés, un reclassement des 36 ouvriers sera alors organisé. Ses bâtiments connaissent un incendie en 1977 puis abriteront une charcuterie. L'horloger Charles Vermot était originaire de cet établissement,.